# (21397) Leontovich
(21397) Leontovich (1998 FJ54) – planetoida z pasa głównego asteroid okrążająca Słońce w ciągu 3,5 lat w średniej odległości 2,3 j.a. Odkryta 20 marca 1998 roku.